# Olimp (Cipar)
Planina Olimp na Cipru, visoka 1952 m, je najviša točka planinskog lanca Troodosa. Ovdje je u davna vremena postojao Afroditin hram, a zanimljivo je da je ženama bilo zabranjeno ući u njega. U Grčkoj postoji još nekoliko planina imenom Olimp, te i drugdje u svijetu. 